# István Halász
István Halász (Rakamaz, 12 ottobre 1951 – 4 giugno 2016) è stato un calciatore ungherese, di ruolo centrocampista.

## Carriera

### Nazionale
Con la Nazionale ungherese prese parte ai Mondiali 1978.

## Palmarès

### Club

#### Competizioni nazionali
- Coppa d'Ungheria: 1

Vasas: 1980-1981